# Mistrzostwa Świata w Kolarstwie Przełajowym 2002
53 Mistrzostwa Świata w Kolarstwie Przełajowym 2002 odbyły się w belgijskiej miejscowości Zolder, w dniach 2-3 lutego 2002 roku.

## Medaliści
| Konkurencja              | Złoto              | Czas      | Srebro            | Czas     | Brąz                 | Czas     |
| Klasyfikacja mężczyzn    |                    |           |                   |          |                      |          |
| Elite (3 lutego 2002)    | Mario De Clercq    | 1:01:11 h | Tom Vannoppen     | + 0:03 m | Sven Nys             | + 0:06 m |
| U-23 (2 lutego 2002)     | Thijs Verhagen     | 49:48 m   | Davy Commeyne     | + 0:00 m | Tomáš Trunschka      | + 0:00 m |
| Juniorzy (2 lutego 2002) | Kevin Pauwels      | 43:41 m   | Krzysztof Kuźniak | + 0:11 m | Zdeněk Štybar        | + 0:15 m |
| Klasyfikacja kobiet      |                    |           |                   |          |                      |          |
| Elite (3 lutego 2002)    | Laurence Leboucher | 39:06 m   | Hanka Kupfernagel | + 1:04 m | Daphny van den Brand | + 1:04 m |

## Szczegóły

### Zawodowcy
| Medal | Zawodnik            | Narodowość | Czas      |
| ----- | ------------------- | ---------- | --------- |
|       | Mario De Clercq     | Belgia     | 1:01:11 h |
|       | Tom Vannoppen       | Belgia     | + 0:03    |
|       | Sven Nys            | Belgia     | + 0:06    |
| 4     | Richard Groenendaal | Holandia   | + 0:10    |
| 5     | Gerben de Knegt     | Holandia   | + 0:14    |
| 6     | Dominique Arnould   | Francja    | + 0:21    |
| 7     | Wim de Vos          | Holandia   | + 0:22    |
| 8     | Bart Wellens        | Belgia     | + 0:26    |
| 9     | Ben Berden          | Belgia     | + 1:19    |
| 10    | Thomas Frischknecht | Szwajcaria | + 1:38    |

### U-23
| Medal | Zawodnik            | Narodowość        | Czas    |
| ----- | ------------------- | ----------------- | ------- |
|       | Thijs Verhagen      | Holandia          | 49:48 m |
|       | Davy Commeyne       | Belgia            | + 0:00  |
|       | Tomáš Trunschka     | Czechy            | + 0:00  |
| 4     | Enrico Franzoi      | Włochy            | + 0:00  |
| 5     | Wim Jacobs          | Belgia            | + 0:00  |
| 6     | Martin Bína         | Czechy            | + 0:37  |
| 7     | Michael Baumgartner | Szwajcaria        | + 0:53  |
| 8     | Adam Craig          | Stany Zjednoczone | + 1:12  |
| 9     | Radomír Šimůnek     | Czechy            | + 1:36  |
| 10    | Steve Chainel       | Francja           | + 1:44  |

### Juniorzy
| Medal | Zawodnik              | Narodowość | Czas    |
| ----- | --------------------- | ---------- | ------- |
|       | Kevin Pauwels         | Belgia     | 43:41 m |
|       | Krzysztof Kuźniak     | Polska     | + 0:11  |
|       | Zdeněk Štybar         | Czechy     | + 0:15  |
| 4     | Jaroslav Kulhavý      | Czechy     | + 0:26  |
| 5     | Mike Thielemens       | Belgia     | + 0:34  |
| 6     | Felix Gniot           | Niemcy     | + 0:34  |
| 7     | Derik Zampedri        | Włochy     | + 0:34  |
| 8     | Jens Petroll          | Niemcy     | + 0:37  |
| 9     | Dieter Vanthourenhout | Belgia     | + 0:44  |
| 10    | Pirmin Lang           | Szwajcaria | + 0:56  |

### Kobiety
| Medal | Zawodnik               | Narodowość        | Czas    |
| ----- | ---------------------- | ----------------- | ------- |
|       | Laurence Leboucher     | Francja           | 39:06 m |
|       | Hanka Kupfernagel      | Niemcy            | + 1:04  |
|       | Daphny van den Brand   | Holandia          | + 1:04  |
| 4     | Alison Dunlap          | Stany Zjednoczone | + 1:04  |
| 5     | Ann Grande             | Stany Zjednoczone | + 1:41  |
| 6     | Anja Nobus             | Belgia            | + 2:00  |
| 7     | Reza Hormes-Ravenstijn | Holandia          | + 2:00  |
| 8     | Birgit Hollmann        | Niemcy            | + 2:00  |
| 9     | Hilde Quintens         | Belgia            | + 2:05  |
| 10    | Carmen d’Aluisio       | Stany Zjednoczone | + 2:12  |

## Tabela medalowa
| Miejsce | Państwo  |   |   |   |   |
| ------- | -------- | - | - | - | - |
| 1.      | Belgia   | 2 | 2 | 1 | 5 |
| 2.      | Holandia | 1 | 0 | 1 | 2 |
| 3.      | Francja  | 1 | 0 | 0 | 1 |
| 4.      | Niemcy   | 0 | 1 | 0 | 1 |
| 4.      | Polska   | 0 | 1 | 0 | 1 |
| 6.      | Czechy   | 0 | 0 | 2 | 2 |